# Artëm Makarčuk
Artëm Evgen'evič Makarčuk (in russo Артём Евгеньевич Макарчук?; Svetlyj, 9 novembre 1995) è un calciatore russo, difensore del Soči.

## Carriera

### Club
Cresciuto nel settore giovanile del Baltika, ha esordito in prima squadra l'11 luglio 2015 disputando l'incontro di PFN Ligi vinto 0-1 contro lo Šinnik. Dopo aver collezionato complessivamente 34 presenze e 3 reti in due anni, nel 2017 ha firmato con il Luč-Ėnergija. Qui rimane solo per una stagione, poiché l'anno successivo viene acquistato dal Fakel Voronež. Chiude la stagione 2018-2019 con 33 presenze e una rete tra campionato e coppa. Nell'estate del 2019 fa ritorno al Baltika, con il quale gioca per due stagioni e mezza, prima di essere ceduto al Soči nel febbraio 2022. Il 7 marzo successivo esordisce in Prem'er-Liga, giocando l'incontro vinto per 0-1 sul campo del Rostov.

### Nazionale
Nel 2022 ha esordito in nazionale.

## Statistiche

### Presenze e reti nei club
Statistiche aggiornate al 10 aprile 2022.
| Stagione        | Squadra         | Campionato      | Campionato | Campionato | Coppe nazionali | Coppe nazionali | Coppe nazionali | Coppe continentali | Coppe continentali | Coppe continentali | Altre coppe | Altre coppe | Altre coppe | Totale | Totale |
| Stagione        | Squadra         | Comp            | Pres       | Reti       | Comp            | Pres            | Reti            | Comp               | Pres               | Reti               | Comp        | Pres        | Reti        | Pres   | Reti   |
| --------------- | --------------- | --------------- | ---------- | ---------- | --------------- | --------------- | --------------- | ------------------ | ------------------ | ------------------ | ----------- | ----------- | ----------- | ------ | ------ |
| 2015-2016       | Baltika         | 1D              | 24         | 3          | CR              | 1               | 0               |                    | -                  | -                  |             | -           | -           | 25     | 3      |
| 2016-2017       | Baltika         | 1D              | 8          | 0          | CR              | 1               | 0               |                    | -                  | -                  |             | -           | -           | 9      | 0      |
| 2017-2018       | Luč-Ėnergija    | 1D              | 11         | 0          | CR              | 1               | 0               |                    | -                  | -                  |             | -           | -           | 12     | 0      |
| 2018-2019       | Fakel Voronež   | 1D              | 32         | 1          | CR              | 1               | 0               |                    | -                  | -                  |             | -           | -           | 33     | 1      |
| 2019-2020       | Baltika         | 1D              | 23         | 0          | CR              | 2               | 0               |                    | -                  | -                  |             | -           | -           | 25     | 0      |
| 2020-2021       | Baltika         | 1D              | 30         | 0          | CR              | 0               | 0               |                    | -                  | -                  |             | -           | -           | 30     | 0      |
| 2021-feb. 2022  | Baltika         | 1D              | 24         | 1          | CR              | 1               | 0               |                    | -                  | -                  |             | -           | -           | 25     | 1      |
| feb.-giu. 2022  | Soči            | PL              | 4          | 1          | CR              | 0               | 0               | UECL               | -                  | -                  |             | -           | -           | 4      | 1      |
| Totale carriera | Totale carriera | Totale carriera | 156        | 6          |                 | 7               | 0               |                    | -                  | -                  |             | -           | -           | 163    | 6      |

### Cronologia presenze e reti in nazionale
| Cronologia completa delle presenze e delle reti in nazionale ― Russia | Cronologia completa delle presenze e delle reti in nazionale ― Russia | Cronologia completa delle presenze e delle reti in nazionale ― Russia | Cronologia completa delle presenze e delle reti in nazionale ― Russia | Cronologia completa delle presenze e delle reti in nazionale ― Russia | Cronologia completa delle presenze e delle reti in nazionale ― Russia | Cronologia completa delle presenze e delle reti in nazionale ― Russia | Cronologia completa delle presenze e delle reti in nazionale ― Russia |
| Data                                                                  | Città                                                                 | In casa                                                               | Risultato                                                             | Ospiti                                                                | Competizione                                                          | Reti                                                                  | Note                                                                  |
| --------------------------------------------------------------------- | --------------------------------------------------------------------- | --------------------------------------------------------------------- | --------------------------------------------------------------------- | --------------------------------------------------------------------- | --------------------------------------------------------------------- | --------------------------------------------------------------------- | --------------------------------------------------------------------- |
| 24-9-2022                                                             | Bishkek                                                               | Kirghizistan                                                          | 1 – 2                                                                 | Russia                                                                | Amichevole                                                            | -                                                                     | 46’                                                                   |
| 17-11-2022                                                            | Dušanbe                                                               | Tagikistan                                                            | 0 – 0                                                                 | Russia                                                                | Amichevole                                                            | -                                                                     |                                                                       |
| 20-11-2022                                                            | Tashkent                                                              | Uzbekistan                                                            | 0 – 0                                                                 | Russia                                                                | Amichevole                                                            | -                                                                     | 64’                                                                   |
| 12-9-2023                                                             | Al Wakrah                                                             | Qatar                                                                 | 1 – 1                                                                 | Russia                                                                | Amichevole                                                            | -                                                                     | 46’                                                                   |
| Totale                                                                |                                                                       | Presenze                                                              | 4                                                                     |                                                                       | Reti                                                                  | 0                                                                     |                                                                       |